# Закомельська
Закомельська — пасажирська станція Ізюмського напрямку. Розташована між зупинними пунктами 348 км та Діброва. Станція розташована у селі Іванчуківка Ізюмського району. На станції зупиняються усі приміські потяги Ізюмського напрямку. Станція належить до Харківської дирекції Південної залізниці.
Відстань до станції Харків-Основа — 104 км..